# Holenderski Komitet Olimpijski

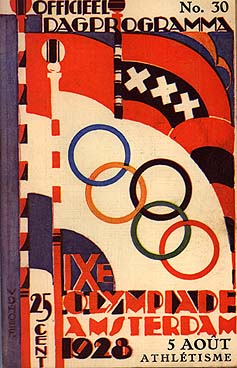
Okładka programu igrzysk olimpijskich w Amsterdamie.

Holenderski Komitet Olimpijski (hol. Nederlands Olympisch Comité*Nederlandse Sport Federatie), NOC*NSF – organizacja sportowa koordynująca holenderskie organizacje sportowe, funkcjonująca jako Narodowy Komitet Olimpijski Holandii oraz Narodowy Komitet Paraolimpijski Holandii.
Komitet zrzesza 95 organizacji sportowych, wliczając w to 76 sportowych federacji, liczy sobie około 27 700 klubów sportowych i prawie 6 milionów członków, co stanowi prawie jedną trzecią populacji kraju.
Między 1896 a 1912 rokiem, Holandia nie posiadała narodowego komitetu olimpijskiego. Kilka sportowych organizacji było tworzonych ad hoc tuż przed igrzyskami. Ważną osobistością był wtedy baron Van Tuijll van Serooskerken, który wspomagał finansowo startujących na igrzyskach holenderskich sportowców. Był on także pierwszym holenderskim członkiem Międzynarodowego Komitetu Olimpijskiego. 
Wzorując się na komitecie szwedzkim odpowiedzialnym za organizację V Letnich Igrzysk Olimpijskich w Sztokholmie w 1912 roku, siedem holenderskich organizacji sportowych zrzeszono w jednej stałej organizacji. Niedługo później dołączyły do nich pozostałe narodowe federacje sportowe. Był to początek Holenderskiego Komitetu Olimpijskiego, który za cel postawił sobie nie tylko wspomaganie sportowców w ciągu roku, lecz także szeroko rozumianą promocję sportu.
Z inicjatywy barona Van Tuijll van Serooskerken, Holenderski Komitet Olimpijski zorganizował Letnie Igrzyska Olimpijskie 1928 w Amsterdamie.